# パサイク

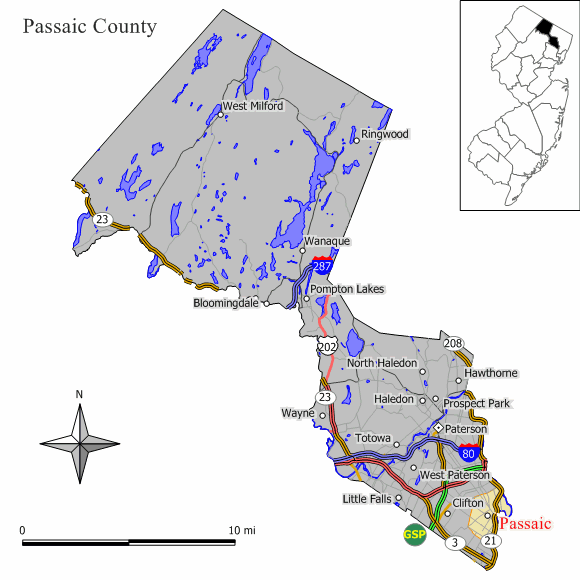
パサイク郡内の位置

パサイク（パセーイク、パセイク 英: Passaic [pəˈseɪ.ᵻk, pəˈseɪk]）は、アメリカ合衆国ニュージャージー州のパサイク郡にある都市。人口は7万0537人（2020年）。ニューヨーク都市圏に含まれる。2020年アメリカ合衆国国勢調査によれば、市の人口の約74パーセントはヒスパニックである。

## 映画
「僕らのミライへ逆回転」（英語タイトル「Be Kind Rewind」）の舞台となった町。

## 著名な出身者
- ドナルド・フェイゲン - ミュージシャン（スティーリー・ダン）
- マイケル・J・ポラード - 俳優
- ミリー・パーキンス - 女優
- アーサー・セブロウスキー - アメリカ海軍軍人（艦上機パイロット・軍事システムエンジニア）
- ジミー・リベラ - 総合格闘家